# Franz Joseph von Lamberg
Franz Joseph von Lamberg, II principe di Lamberg (Vienna, 28 ottobre 1638 – Steyr, 2 novembre 1712), è stato un principe e politico austriaco.

## Biografia
Franz Joseph von Lamberg nacque a Vienna il 28 ottobre 1638, venendo battezzato il giorno successivo nella chiesa di San Michele. Suo padre era lo statista conte Johann Maximilian von Lamberg, mentre sua madre era la contessa Maria Judith Johanna Eleonora Rebekka von Würben und Freudenthal. Il principe-vescovo di Passau e cardinale Johann Philipp von Lamberg (1651-1712) era suo fratello minore.
Poiché suo padre Johann Maximilian fu tutore e consigliere personale dell'imperatore Leopoldo I, Franz Joseph crebbe alla corte di Vienna, alla quale poi rimase legato per tutta la sua vita. Dopo il ritorno del padre dalla Spagna, Franz Joseph divenne ciambellano imperiale nel 1662 e consigliere privato dell'imperatore nel 1664. Come tale gli furono affidate di frequente missioni diplomatiche per conto di suo padre, il quale gestiva i rapporti tra la corte viennese e quella spagnola dove gli Asburgo stavano avanzando pretese: nel 1667-1668 viaggiò a Madrid, a Parigi, a Colonia ed a Ratisbona, mentre tra il 1676 ed il 1677 tornò nuovamente in Spagna. Nel 1666, quando l'imperatore Leopoldo I sposò l'infanta Margherita Teresa di Spagna, venne inviato col padre a Venezia per ricevere la principessa che giungeva via mare e scortarla sino a Vienna. Nel 1667 ricevette l'ordine di Santiago dal re di Spagna, e nel 1694 il Toson d'oro dall'imperatore. Rispetto al padre ebbe minore influenza sulla politica viennese della sua epoca.
Nel 1686 l'imperatore lo nominò suo consigliere privato e governatore dell'Austria sopra il fiume Inns (carica confermatagli anche da Giuseppe I nel 1705 e da Carlo VI nel 1712), e nel 1704 venne nominato consigliere di stato. Suo figlio maggiore Leopold Matthias, stretto confidente dell'imperatore Giuseppe I, ottenne nel 1707 la dignità di principe imperiale e nel 1709 ricevette anche il langraviato imperiale di Leuchtenberg, in Baviera. Leopold Matthias però morì nel 1711 a soli 44 anni, e si presentò il raro caso che Franz Joseph, come padre, gli dovette a succedere (D. I. del 22 marzo 1711); Franz Joseph morì poi appena un anno dopo, nel 1712, lasciando il titolo al suo terzogenito, Franz Anton.

## Matrimonio e figli
Il 4 febbraio 1663 sposò a Praga la contessa Anna Maria von Trauttmansdorff-Weinsberg (1642–21.04.1727), figlia di Adam Matthias von Trauttmansdorff-Weinsberg, stadtholder di Boemia, e di sua moglie Eva Johanna von Sternberg. Da questo matrimonio nacquero in tutto 24 figli, di cui solo la metà sopravvivrà sino all'età adulta:
- Leopold Matthias (23/02/1667 - 10/03/1711), I principe di Lamberg, sposò nel 1691 la contessa Maria Claudia von Künigl (1670–6.12.1710), figlia di Johann Georg von Künigl e Maria Anna Wilhelmina Witzthum von Eckstedt
- Maria Maximiliana (28/09/1671-06/05/1718), sposò nel 1691 il conte Johann Ehrenreich und Neuhaus (1667-1729)
- Johann Adam (1677-1708), ciambellano imperiale, sposò nel 1702 la principessa Antonia Maria Eleanor von Liechtenstein (12/01/1683 - 19/12/1715), figlia del principe Antonio Floriano del Liechtenstein e di sua moglie, la contessa Eleanor Barbara von Thun und Hohenstein
- Franz Anton (30/09/1678 - 23/08/1759), III principe di Lamberg, sposò nel 1713 la principessa Ludovika Ernestine von Hohenzollern-Hechingen (07/01/1690 - 21/10/1720); nel 1721 si sposò in seconde nozze con la contessa Marie Aloisia von Harrach ed in terze nozze con la principessa Maria Violante Turinetti
- Joseph Dominick (08/07/1680 - 30/08/1761), cardinale, principe-vescovo di Passau
- Johann Philipp (09/09/1684 - 08/11/1735), ciambellano imperiale, Oberstlandegermeister del Tirolo, sposò nel 1707 la contessa Maria Josepha Antonia von Montfort (11/10/1685 - 04/01/1708), figlia di Johann Anton I von Montfort e di sua moglie, Maria Victoria zu Shpaur und Flavon
- Johann Ferdinand (11/01/1689 - 16/10/1764), responsabile della musica alla corte imperiale
- Ludwig Anton Bonaventura (4 luglio 1690 - 24 maggio 1764))
- Franz Alois (28 settembre 1692-6 ottobre 1732), vescovo ausiliario di Passau

## Albero genealogico
|                                                                 |                                 |                                     | Genitori                                              |  |  | Nonni |  |  | Bisnonni                                    |  |  | Trisnonni                               |  |
|                                                                 |                                 |                                     |                                                       |  |  |       |  |  | Sigismund von Lamberg, II barone di Lamberg |  |  | Kaspar von Lamberg, I barone di Lamberg |  |
|                                                                 |                                 |                                     |                                                       |  |  |       |  |  | Sigismund von Lamberg, II barone di Lamberg |  |  | Kaspar von Lamberg, I barone di Lamberg |  |
|                                                                 |                                 | Margarete Lang von Wellenburg       |                                                       |  |  |       |  |  | Sigismund von Lamberg, II barone di Lamberg |  |  |                                         |  |
| Georg Sigismund von Lamberg, III barone di Lamberg              |                                 |                                     |                                                       |  |  |       |  |  | Sigismund von Lamberg, II barone di Lamberg |  |  |                                         |  |
|                                                                 |                                 | Siguna Eleonore Fugger              | Johann Jakob Fugger, conte di Kirchberg e Weissenhorn |  |  |       |  |  |                                             |  |  |                                         |  |
|                                                                 |                                 | Siguna Eleonore Fugger              | Johann Jakob Fugger, conte di Kirchberg e Weissenhorn |  |  |       |  |  |                                             |  |  |                                         |  |
|                                                                 |                                 | Siguna Eleonore Fugger              | Ursula von Harrach                                    |  |  |       |  |  |                                             |  |  |                                         |  |
| Johann Maximilian von Lamberg, I conte di Lamberg               |                                 | Siguna Eleonore Fugger              |                                                       |  |  |       |  |  |                                             |  |  |                                         |  |
|                                                                 |                                 | Anselmo Vermundo della Scala        | Anselmo Cristoforo della Scala                        |  |  |       |  |  |                                             |  |  |                                         |  |
|                                                                 |                                 | Anselmo Vermundo della Scala        | Anselmo Cristoforo della Scala                        |  |  |       |  |  |                                             |  |  |                                         |  |
|                                                                 |                                 | Anselmo Vermundo della Scala        | Elisabetta di Hohenzollern                            |  |  |       |  |  |                                             |  |  |                                         |  |
| Giovanna della Scala                                            |                                 | Anselmo Vermundo della Scala        |                                                       |  |  |       |  |  |                                             |  |  |                                         |  |
|                                                                 |                                 | Elisabeth von Thurn                 | Jakob von Thurn                                       |  |  |       |  |  |                                             |  |  |                                         |  |
|                                                                 |                                 | Elisabeth von Thurn                 | Jakob von Thurn                                       |  |  |       |  |  |                                             |  |  |                                         |  |
|                                                                 |                                 | Elisabeth von Thurn                 | Barbara von Thannhausen                               |  |  |       |  |  |                                             |  |  |                                         |  |
| Franz Joseph von Lamberg, II principe di Lamberg                |                                 | Elisabeth von Thurn                 |                                                       |  |  |       |  |  |                                             |  |  |                                         |  |
|                                                                 | Hynek von Wrbna und Freudenthal | Jan von Wrbna und Freudenthal       |                                                       |  |  |       |  |  |                                             |  |  |                                         |  |
|                                                                 | Hynek von Wrbna und Freudenthal | Jan von Wrbna und Freudenthal       |                                                       |  |  |       |  |  |                                             |  |  |                                         |  |
|                                                                 | Hynek von Wrbna und Freudenthal | Johanna Žerotína                    |                                                       |  |  |       |  |  |                                             |  |  |                                         |  |
| Georg von Wrbna und Freudenthal                                 | Hynek von Wrbna und Freudenthal |                                     |                                                       |  |  |       |  |  |                                             |  |  |                                         |  |
|                                                                 |                                 | Rebekka Wirbinsky                   | Stephan Wirbinsky                                     |  |  |       |  |  |                                             |  |  |                                         |  |
|                                                                 |                                 | Rebekka Wirbinsky                   | Stephan Wirbinsky                                     |  |  |       |  |  |                                             |  |  |                                         |  |
|                                                                 |                                 | Rebekka Wirbinsky                   | Anna Magdalena von Kannewurff                         |  |  |       |  |  |                                             |  |  |                                         |  |
| Maria Judith Johanna Eleonora Rebekka von Wrbna und Freudenthal |                                 | Rebekka Wirbinsky                   |                                                       |  |  |       |  |  |                                             |  |  |                                         |  |
|                                                                 |                                 | Albrecth von Wrbna und Freudenthal  | Stephan von Wrbna und Freudenthal                     |  |  |       |  |  |                                             |  |  |                                         |  |
|                                                                 |                                 | Albrecth von Wrbna und Freudenthal  | Stephan von Wrbna und Freudenthal                     |  |  |       |  |  |                                             |  |  |                                         |  |
|                                                                 |                                 | Albrecth von Wrbna und Freudenthal  |                                                       |  |  |       |  |  |                                             |  |  |                                         |  |
| Helene von Wrbna und Freudenthal                                |                                 | Albrecth von Wrbna und Freudenthal  |                                                       |  |  |       |  |  |                                             |  |  |                                         |  |
|                                                                 |                                 | Johanna von Sedlnitzky von Choltitz |                                                       |  |  |       |  |  |                                             |  |  |                                         |  |
|                                                                 |                                 |                                     |                                                       |  |  |       |  |  |                                             |  |  |                                         |  |
|                                                                 |                                 |                                     |                                                       |  |  |       |  |  |                                             |  |  |                                         |  |
|                                                                 |                                 |                                     |                                                       |  |  |       |  |  |                                             |  |  |                                         |  |